# Ішханік
Ішханік (*груз. იშხანიკი, д/н — 951) — цар Гереті у 943—951 роках.

## Життєпис
Походив з вірменської династії Араншахів. Син царя Адарнасе II і Динари, донька Адарнасе III, князя Тао. За іншою версією є справжнім ім'ям було Саак, а Ішханік є прізвиськом. Відповідно до цього був братом Адарнасе II, після смерті якого одружився з його удовою Динарою.

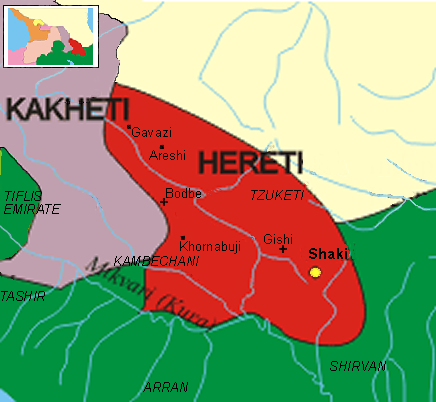
Гереті за часів Ішханіка

Після смерті батька 943 року успадкував владу. Знаходився під значним впливом матері, яка домоглася відмовитися від монофізитства та перетворити Гереті на православну державу. Після цього був визнаний царем Михайлом III, каталікосом Іберії.
У зовнішній політиці головним суперником залишалося Кахетінське князівство. Для протистояння йому змушений був опиратися на допомогу держави Саларідів, зверхність якої визнав. Водночас виступав союзником Адарнасе V, князя Тао.
950 році скористався боротьбою за владу серед Саларідів й припинив сплату данини. Помер 951 року. Йому спадкував син Іоанн-Сенекерім.